# Ringsignalgenerator
En ringsignalgenerator är en elektronisk apparat eller krets. Kan vara någon av dessa typer:
1. ringsignalgenerator för tidgivning
2. ringsignalgenerator för telesystem

Typ 1 används speciellt på skolor. En tidsstyrd apparat, som ger signalering med ringklockor eller högtalare.
Typ 2 används framför allt i det allmänna telenätet. En krets på telestationen genererar (alstrar) den publika ringsignalen och den kopplas in för att få telefonen att ringa. 